# Records du Heat de Miami
Cette page liste les records de l'équipe et des joueurs du Heat de Miami depuis leur création en 1988.

## Records individuels en saison régulière
Légende: En Gras : joueurs encore en activité en NBA.

### En carrière
| Statistique             | Joueur          | Record |
| ----------------------- | --------------- | ------ |
| Matchs joués            | Dwyane Wade     | 948    |
| Points                  | Dwyane Wade     | 21 556 |
| Passes décisives        | Dwyane Wade     | 5 310  |
| Interceptions           | Dwyane Wade     | 1 492  |
| Total de rebonds        | Udonis Haslem   | 5 791  |
| Contres                 | Alonzo Mourning | 1 625  |
| Tirs marqués            | Dwyane Wade     | 7 842  |
| 3 points inscrits       | Duncan Robinson | 1 202  |
| Lancers francs inscrits | Dwyane Wade     | 5 391  |
| Pertes de balles        | Dwyane Wade     | 3 096  |

### Sur un match
| Statistique                | Joueur                                                | Record | Date                                                                                            |
| -------------------------- | ----------------------------------------------------- | ------ | ----------------------------------------------------------------------------------------------- |
| Minutes                    | Glen Rice                                             | 59     | 20 novembre 1992                                                                                |
| Points                     | LeBron James                                          | 61     | 3 mars 2014                                                                                     |
| Paniers marqués            | LeBron James                                          | 22     | 3 mars 2014                                                                                     |
| Paniers tentés             | Dwyane Wade                                           | 39     | 14 mars 2009                                                                                    |
| Paniers à 3 points réussis | Brian Shaw Mario Chalmers Duncan Robinson Tyler Herro | 10     | 8 avril 1993 12 janvier 2013 10 décembre 2019 15 décembre 2022 12 novembre 2024                 |
| Paniers à 3 points tentés  | Wayne Ellington Duncan Robinson Max Strus Tyler Herro | 17     | 14 mars 2018 4 novembre 2021 31 janvier 2022 14 décembre 2022 12 novembre 2024 16 décembre 2024 |
| Lancers francs réussis     | Dwyane Wade Jimmy Butler                              | 23     | 1er février 2007 10 janvier 2023                                                                |
| Lancers francs tentés      | Shaquille O'Neal                                      | 28     | 14 janvier 2005                                                                                 |
| Rebonds défensifs          | Rony Seikaly                                          | 26     | 3 mars 1993                                                                                     |
| Rebonds offensifs          | Billy Thompson Grant Long                             | 12     | 4 avril 1990 26 février 1993                                                                    |
| Total rebonds              | Rony Seikaly                                          | 34     | 3 mars 1993                                                                                     |
| Passes décisives           | Tim Hardaway                                          | 19     | 19 avril 1996                                                                                   |
| Interceptions              | Mario Chalmers                                        | 9      | 5 novembre 2008                                                                                 |
| Contres                    | Hassan Whiteside                                      | 12     | 25 janvier 2015                                                                                 |
| Balles perdues             | Dwyane Wade                                           | 12     | 1er février 2007                                                                                |

## Records individuels en Playoffs

### En carrière
| Statistique             | Joueur          | Record |
| ----------------------- | --------------- | ------ |
| Matchs joués            | Dwyane Wade     | 171    |
| Points                  | Dwyane Wade     | 3 864  |
| Passes décisives        | Dwyane Wade     | 846    |
| Interceptions           | Dwyane Wade     | 268    |
| Total de rebonds        | Dwyane Wade     | 898    |
| Contres                 | Alonzo Mourning | 171    |
| Tirs marqués            | Dwyane Wade     | 2 976  |
| 3 points inscrits       | Duncan Robinson | 147    |
| Lancers francs inscrits | Dwyane Wade     | 931    |
| Pertes de balles        | Dwyane Wade     | 573    |

### Sur un match
| Statistique                | Joueur                                                         | Record | Date                                                                                   |
| -------------------------- | -------------------------------------------------------------- | ------ | -------------------------------------------------------------------------------------- |
| Minutes jouées             | Dwyane Wade                                                    | 51     | 3 juin 2012                                                                            |
| Points                     | Jimmy Butler                                                   | 56     | 24 avril 2023                                                                          |
| Paniers marqués            | LeBron James Jimmy Butler                                      | 19     | 7 juin 2012 24 avril 2023                                                              |
| Paniers tentés             | Jimmy Butler                                                   | 33     | 26 avril 2023                                                                          |
| Lancers francs réussis     | Dwyane Wade                                                    | 21     | 18 juin 2006                                                                           |
| Lancers francs tentés      | Dwyane Wade                                                    | 25     | 18 juin 2006                                                                           |
| Paniers à 3 points réussis | Duncan Robinson                                                | 8      | 17 avril 2022                                                                          |
| Paniers à 3 points tentés  | Max Strus                                                      | 14     | 24 avril 2022                                                                          |
| Rebonds défensifs          | James Posey                                                    | 17     | 29 avril 2007                                                                          |
| Rebonds offensifs          | Rony Seikaly Shaquille O'Neal Udonis Haslem Žydrūnas Ilgauskas | 8      | 3 mai 1994 4 mai 2006 13 juin 2006 21 avril 2011                                       |
| Total rebonds              | Rony Seikaly Shaquille O'Neal                                  | 20     | 3 mai 1994 4 mai 2006                                                                  |
| Passes décisives           | Dwyane Wade                                                    | 15     | 10 mai 2005                                                                            |
| Interceptions              | Josh Richardson                                                | 7      | 21 avril 2018                                                                          |
| Contres                    | Alonzo Mourning                                                | 9      | 22 avril 2000                                                                          |
| Balles perdues             | Tim Hardaway Alonzo Mourning Dwyane Wade                       | 9      | 26 avril 1996 9 mai 1997 24 mai 1997 14 mai 2000 28 avril 2005 25 mai 2006 26 mai 2011 |

## Records de la franchise

### Sur une saison
| Statistique                    | Record | Moyenne par match         | Saison    |
| ------------------------------ | ------ | ------------------------- | --------- |
| Points marqués                 | 9 069  | 110,6 points / match      | 2024-2025 |
| Rebonds                        | 3 800  | 46,3 rebonds / match      | 2018-2019 |
| Passes décisives               | 2 166  | 26,4 passes / match       | 2024-2025 |
| Interceptions                  | 756    | 9,2 interceptions / match | 1990-1991 |
| Contres                        | 531    | 6,5 contres / match       | 2015-2016 |
| Tirs marqués                   | 3 383  | 41,2 tirs / match         | 1989-1990 |
| Tirs tentés                    | 7 345  | 89,6 tirs / match         | 1989-1990 |
| Pourcentage au tir             | 50,1%  | /                         | 2013-2014 |
| 3 points marqués               | 1 124  | 13,7 tirs / match         | 2024-2025 |
| 3 points tentés                | 3 060  | 37,3 tirs / match         | 2024-2025 |
| Pourcentage à 3 points         | 39,6%  | /                         | 2012-2013 |
| Lancers francs marqués         | 1 908  | 23,3 tirs / match         | 1992-1993 |
| Lancers francs tentés          | 2 476  | 30,2 tirs / match         | 1992-1993 |
| Pourcentage aux lancers francs | 83,1%  | /                         | 2022-2023 |
| Pertes de balles               | 1 728  | 21,1 pertes / match       | 1988-1989 |